# Sam Harris (Sänger)

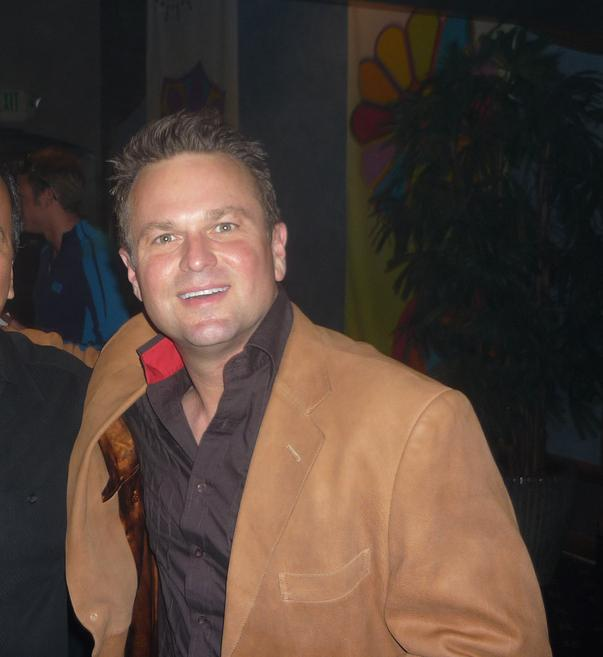
Sam Harris

Sam Harris (* 4. Juni 1961 in Cushing, Oklahoma) ist ein US-amerikanischer Sänger, Musiker und Theaterschauspieler.

## Leben
1983 wurde Harris international als Sänger mit dem Lied "Over the Rainbow" bekannt. Seine erste Single "Sugar Don’t Bite," war ein Top 40 Hit in den Billboard Hot 100 im Jahre 1984. Über neun Studioalben wurden von ihm veröffentlicht. Als Sänger trat er unter anderem in der Carnegie Hall in New York, im Los Angeles Universal Amphitheatre und Londons West End auf. Als Theaterschauspieler war er in verschiedenen Musicals tätig. Als Gast war Harris in verschiedenen US-amerikanischen Fernsehtalkshows vertreten. Harris spielte in drei Filmen mit: In the Weeds (2000 als Jonathan), in der Dokumentation Little Man (2005 als er selbst) und im Film Elena Undone (2010 als Tyler). Harris heiratete im August 2008 einen Filmproduzenten und adoptierte gemeinsam mit ihm einen Sohn.

## Filmografie (Auswahl)
- 1990: Jesus Christ Superstar
- 1994: Joseph and the Amazing Technicolor Dreamcoat
- 1994: Grease
- 1997: The Life
- 2002: The Producers
- 2002: Funny Girl
- 2003: Mack & Mabel
- 2005: Pippin
- 2009: The First Wives Club
- 2009: Rules of Engagement (Fernsehserie, zwei Folgen)
- 2010: Let Me Sing